# منتخب الكاميرون لكرة اليد
منتخب الكاميرون لكرة اليد هو الممثل الرسمي لدولة الكاميرون في رياضة كرة اليد. نافس في بطولة أفريقيا لكرة اليد للرجال وظهر فيها 13 مرة كانت الأولى في سنة 1974 وكانت أفضل نتيجة له فيها هي المركز الثاني وذلك في سنة 1974.

## وصلات خارجية
- الموقع الرسمي